# Solowezki-Kloster

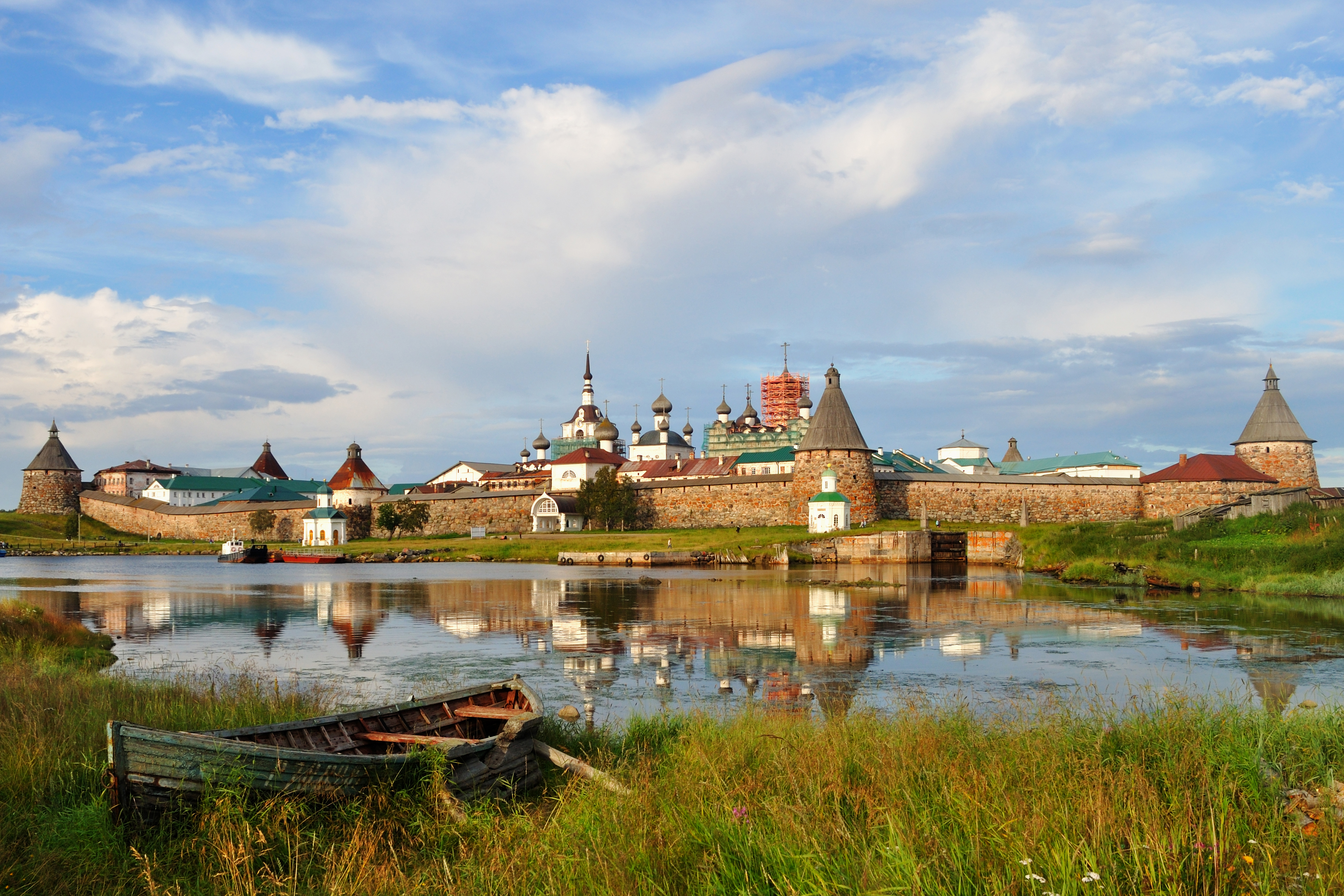

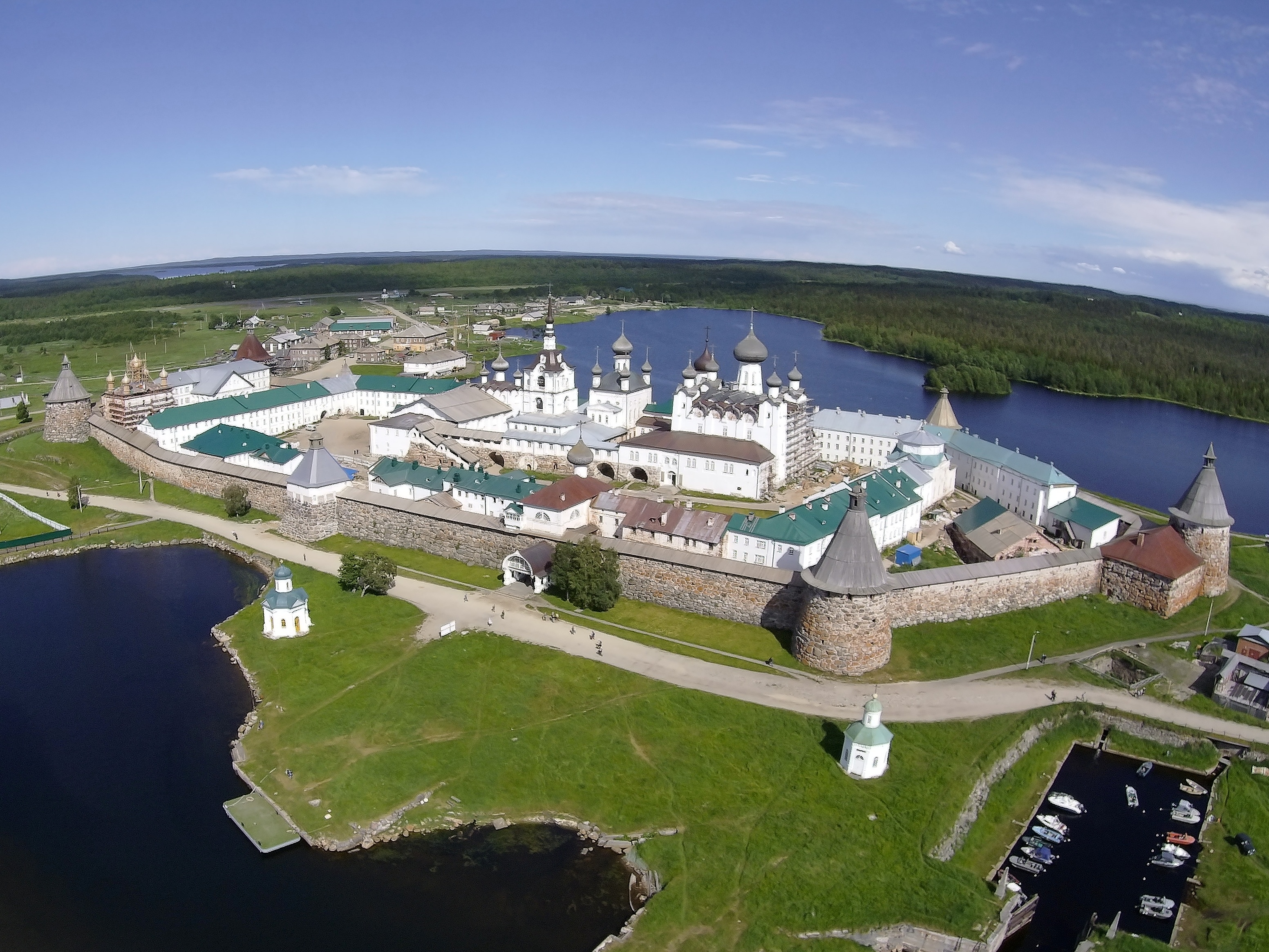
Luftbild des Solowezki-Klosters

Das Solowezki-Kloster (russisch Соловецкий монастырь) ist eines der wichtigsten Zentren der orthodoxen Christenheit im russischen Norden. Es liegt auf den Solowezki-Inseln im Weißen Meer. In seiner wechselhaften Geschichte erfuhr es sowohl Epochen der Förderung durch weltliche Machthaber als auch schwere Konflikte mit dem Staat, bis hin zu Belagerungen und zeitweiliger Auflösung.
1923 wurde es mit dem Sonderlager Solowezki in das landesweit erste Arbeitslager umfunktioniert und so zum Prototyp des sowjetischen Gulag-Systems.

## Geschichte
Das Kloster wurde 1436 durch die beiden Mönche German und Sawwatij aus dem Kirillo-Beloserski-Kloster gegründet. Im 15. und 16. Jahrhundert konnte das Kloster seine Ländereien erweitern. Es erwarb – meist durch Schenkungen – große Landstriche auf dem Festland, vor allem entlang der in das Weiße Meer mündenden Flüsse. Durch eine geschickte Produktions- und Handelspolitik wurde es bald zum wirtschaftlichen und politischen Mittelpunkt der Region um das Weiße Meer. Die Geschäftstätigkeiten des Solowezki-Klosters beinhalteten unter anderem die Gewinnung von Salz, die Fischerei, Pelztierjagd, Glimmer- und Eisenverarbeitung, Perlengewinnung. Das Kloster beschäftigte zahlreiche Menschen aus dem Umland. Für viele von ihnen war die Arbeit im Kloster ihre Lebensgrundlage. Im 16. Jahrhundert zählte das Solowezki-Kloster 350 Mönche, dazu rund 700 Handwerker, Bauern und Knechte. Es wurde auch als Ort theologischer Bildung bedeutsam, denn im Laufe der Zeiten wuchs eine sehr große Bibliothek mit zahlreichen Handschriften heran. Einer seiner Mönche, Theodoret von Kola, wirkte im zweiten Viertel des 16. Jahrhunderts als Missionar unter den Samen.
In der zweiten Hälfte des 17. Jahrhunderts wurde das Kloster nach dem Schisma der Russisch-Orthodoxen Kirche zu einer der Hochburgen der Altgläubigen. Denn das Kloster widersetzte sich den von Patriarch Nikon ab 1652 angeordneten Reformen. Daraufhin wurde es von 1668 bis 1676 durch ein Heer des Zaren belagert, hielt diesem jedoch stand.
Seit 1765 ist das Kloster stauropegial, d. h., es untersteht nicht mehr dem Ortsbischof, sondern ist unmittelbar dem Heiligen Synod unterstellt. Die Archimandriten des Klosters wurden vom Zaren und vom Patriarchen ernannt.

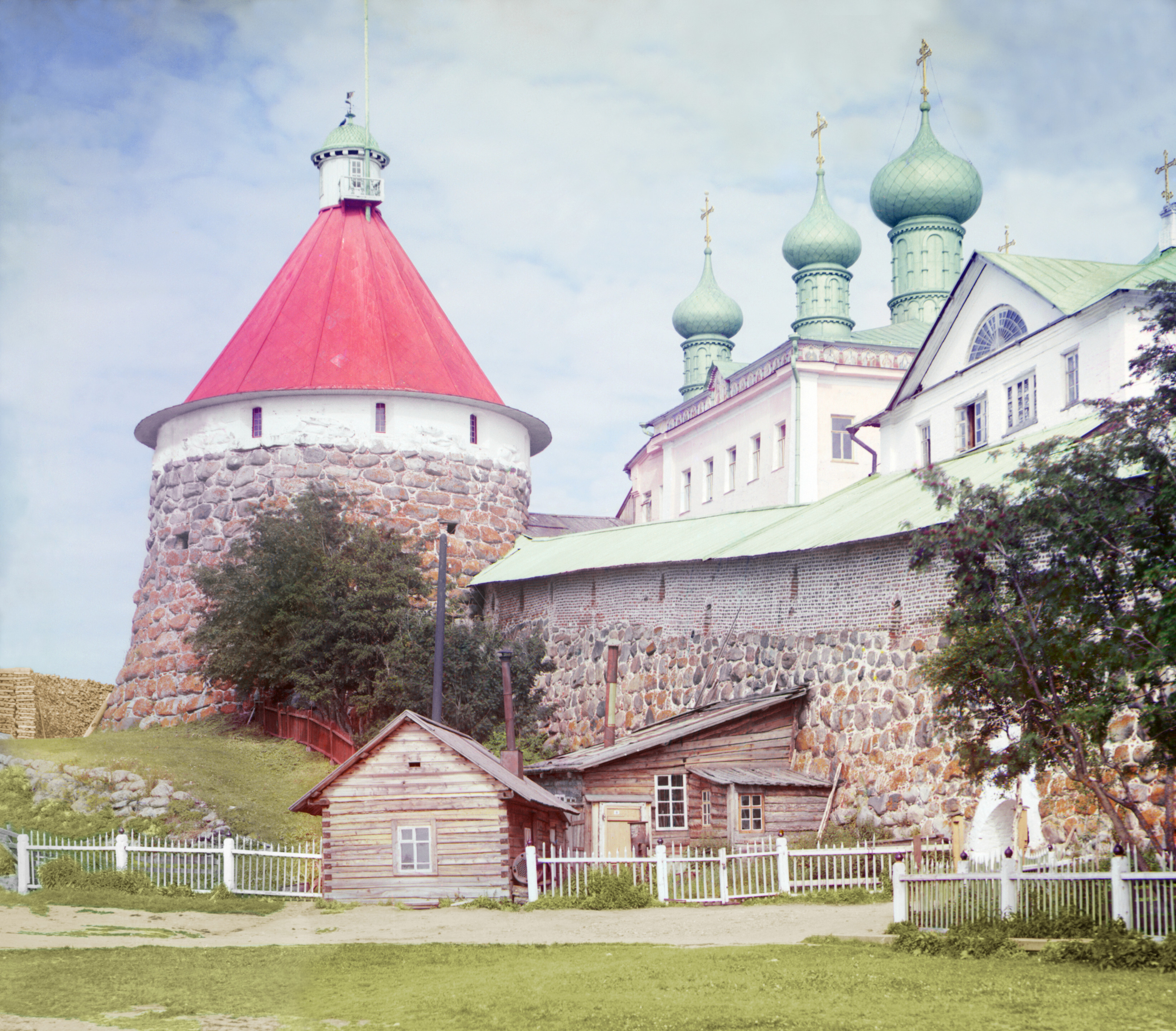
Ein Klosterturm im Jahr 1915, fotografiert von Sergei Michailowitsch Prokudin-Gorski

Zusammen mit den beiden Befestigungsanlagen in Sumskoi und in Kem bildete das Solowezki-Kloster eine wichtige russische Grenzfestung. Es verfügte über Dutzende von Kanonen und hatte eine starke Garnison. Es konnte mehrere Angriffe und Belagerungen durch den livländischen Schwertbrüderorden und durch die Schweden in den Jahren 1571, 1582 und 1611 erfolgreich abwehren. Während des Krimkriegs wurde das Kloster im Juli 1854 von zwei britischen Fregatten angegriffen, doch nach vergeblichem Beschuss verließen diese das Weiße Meer.
Vom 16. bis ins frühe 20. Jahrhundert diente das Kloster auch als Verbannungstätte für Gegner der zaristischen Selbstherrschaft und der orthodoxen Kirche und umfasste auch ein Gefängnis.
Nach der Oktoberrevolution schlossen die sowjetischen Machthaber 1920 das Kloster, das damals 430 Mönche zählte. Sie verwandelten es 1923 in das landesweit erste Arbeitslager des GULAG-Systems. Die rund 3000 Häftlinge im Jahr der Eröffnung, darunter etwa 60 Bischöfe, mussten unter anderem die Wälder des Umlandes abholzen. Das Lager wuchs auf bis zu 50.000 Internierte und bis ins Jahr 1939, als zu Beginn des Zweiten Weltkrieges das Lager wegen der Nähe zur Grenze geschlossen wurde, kamen zehntausende der Häftlinge ums Leben. An seiner Stelle wurde eine Marine-Kadetten-Schule eröffnet.

## Das Kloster als architektonisches Ensemble

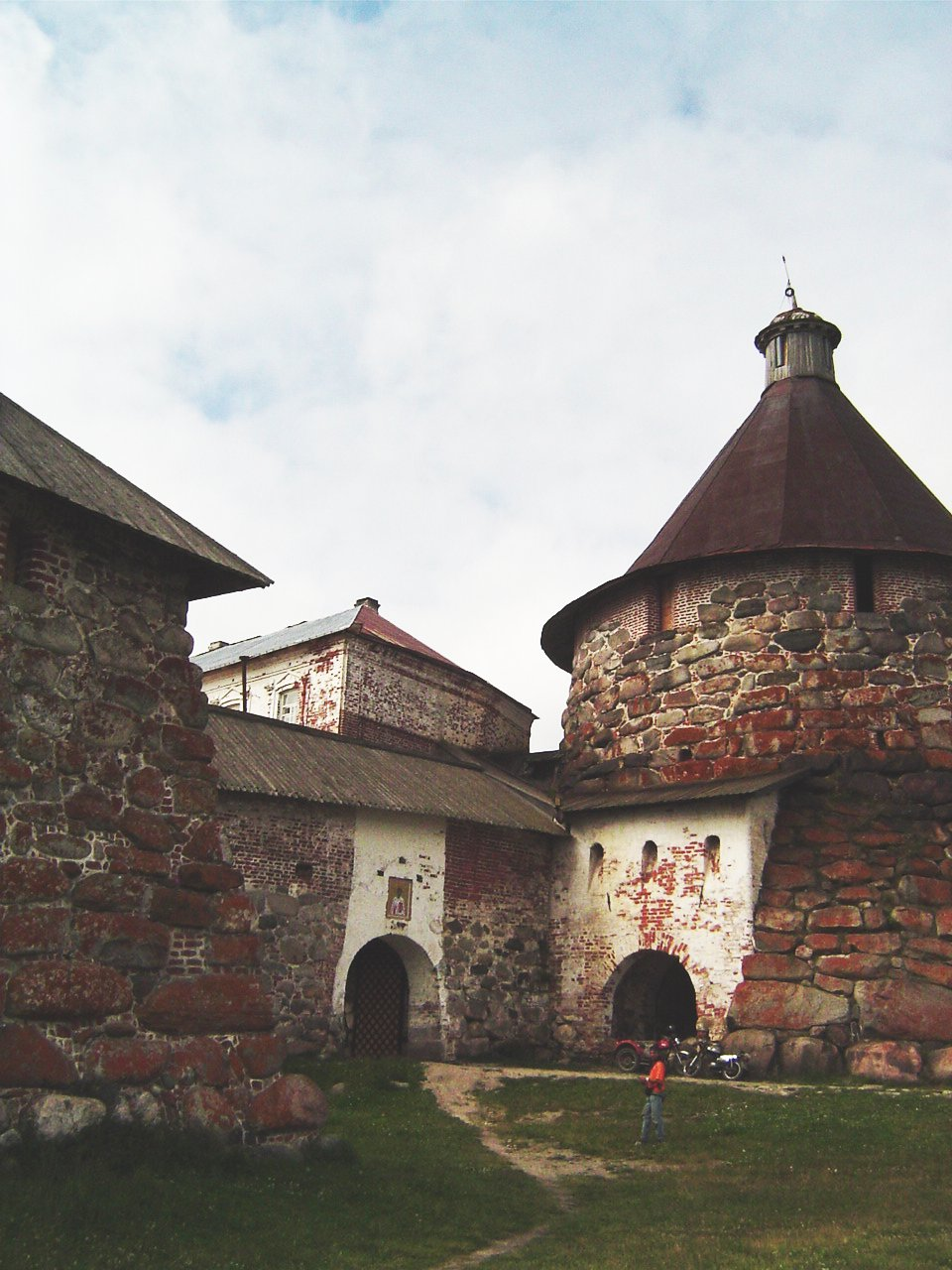
Ein anderer Turm 2004

Das Solowezki-Klosters liegt an der Küste der Prosperitätsbucht (бухта Благополучия). Das Territorium des Klosters ist von massiven Mauern (Höhe: 8 bis 11 Meter, Dicke: 4 bis 6 Meter) umgeben, mit sieben Toren und acht Türmen (zwischen 1584 und 1594 erbaut). Die riesigen Steinbrocken, aus denen die Mauern bestehen, haben bis zu fünf Meter Länge. Die meisten Kirchen und Klosteranlagen sind miteinander durch überdachte Säulenpassagen verbunden, umgeben von zahlreichen Haushaltsgebäuden und Wohnquartieren, einschließlich eines 500 m² großen Refektoriums. Ein Großteil der bis heute erhaltenen Bauten wurde im 16. Jahrhundert während der Amtszeit des Igumen Filip Kolytschew errichtet. Zu den das Bild des Klosters prägenden Bauwerken gehören die Uspenski-Kathedrale (1552–1557), die Preobraschenski-Kathedrale (1556–1564), die Verkündungskathedrale (1596–1601), eine Wassermühle (frühes 17. Jahrhundert), ein Glockenturm (1777) und die Nikolai-Kirche (1834).

## Das Solowezki-Kloster heute
Im Jahre 1990 beschloss der Heilige Synod die Wiedererrichtung des Klosters. 1992 kehrte eine kleine Gruppe von Mönchen dorthin zurück. Die Gemeinschaft ist seither auf etwa 30 Mönche angewachsen.
Das Solowezki-Kloster beherbergt ein historisches und architektonisches Museum. Es war eine der ersten russischen Stätten, die in das Weltkulturerbe der UNESCO aufgenommen wurden. In den letzten Jahren erfuhr das Kloster eine großangelegte Renovierung, viele Bauten befinden sich noch in der Rekonstruktion.